# Mortes em março de 2025
Mortes em 2025: ← Janeiro – Fevereiro – Março – Abril – Maio – Junho – Julho – Agosto – Setembro – Outubro – Novembro – Dezembro →
Esta é uma relação de pessoas notáveis que morreram durante o mês de março de 2025, listando nome, nacionalidade, ocupação e ano de nascimento.

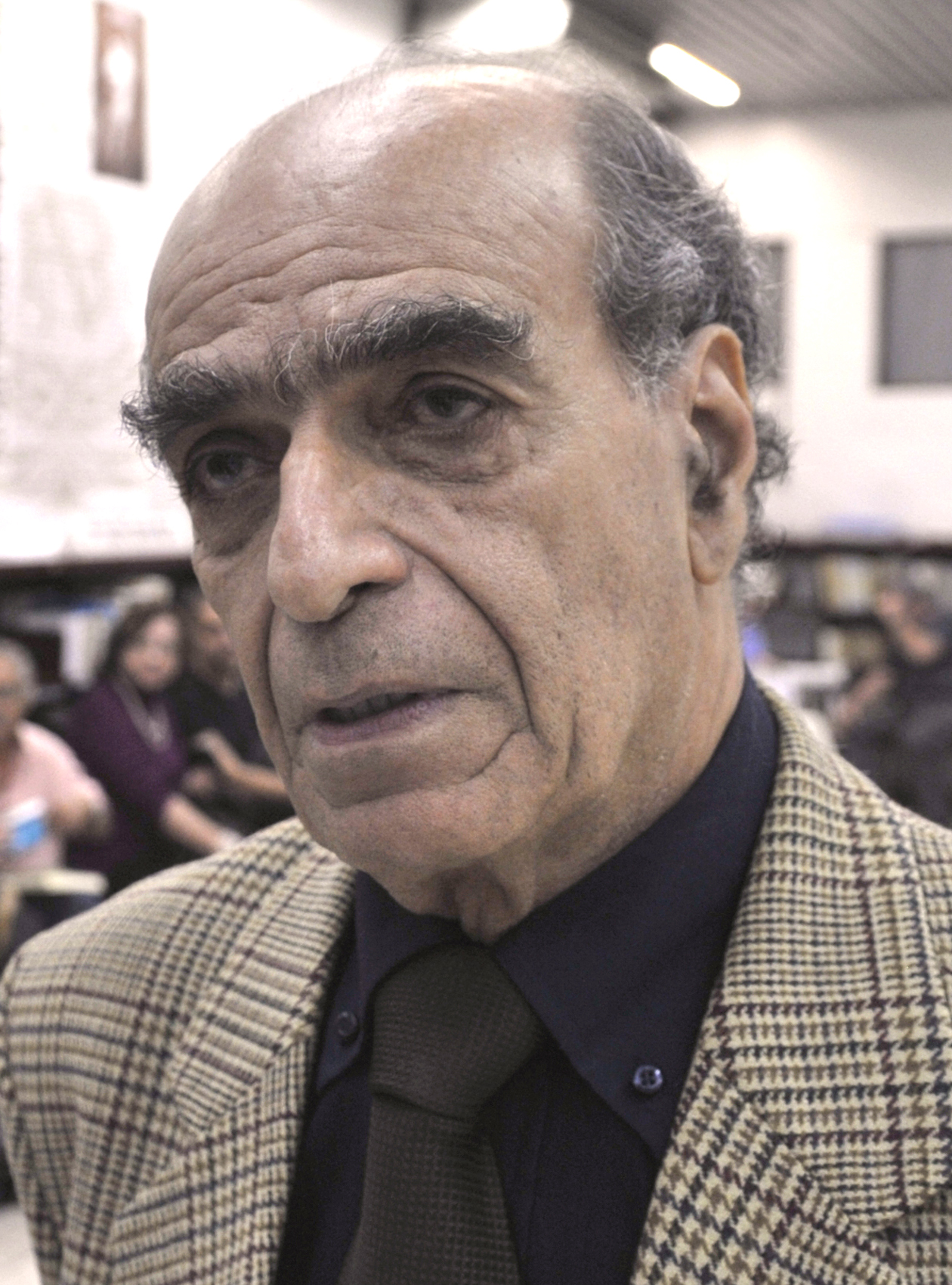
Affonso Romano de Sant'Anna, escritor e poeta brasileiro.

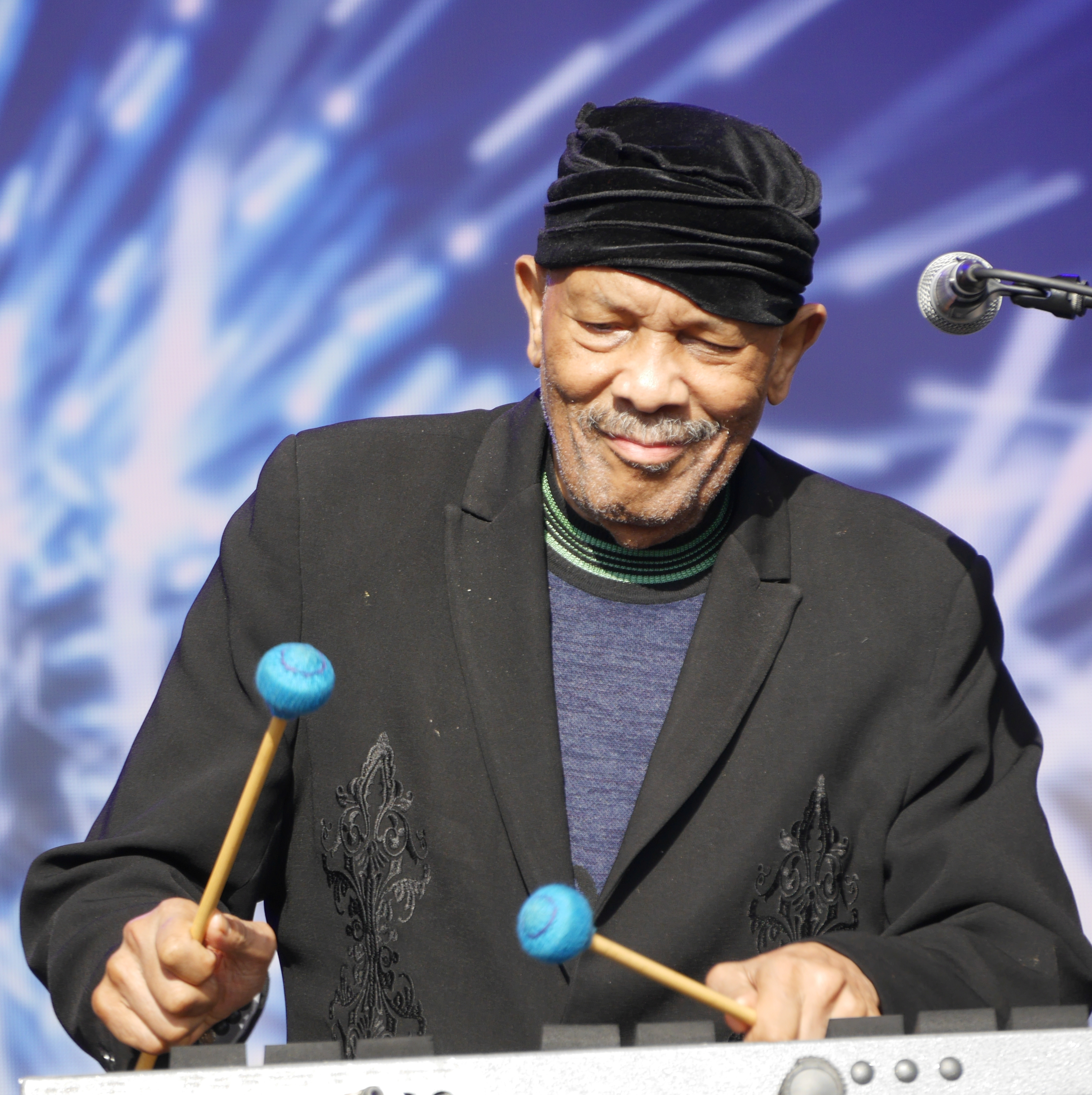
Roy Ayers, compositor estadunidense.

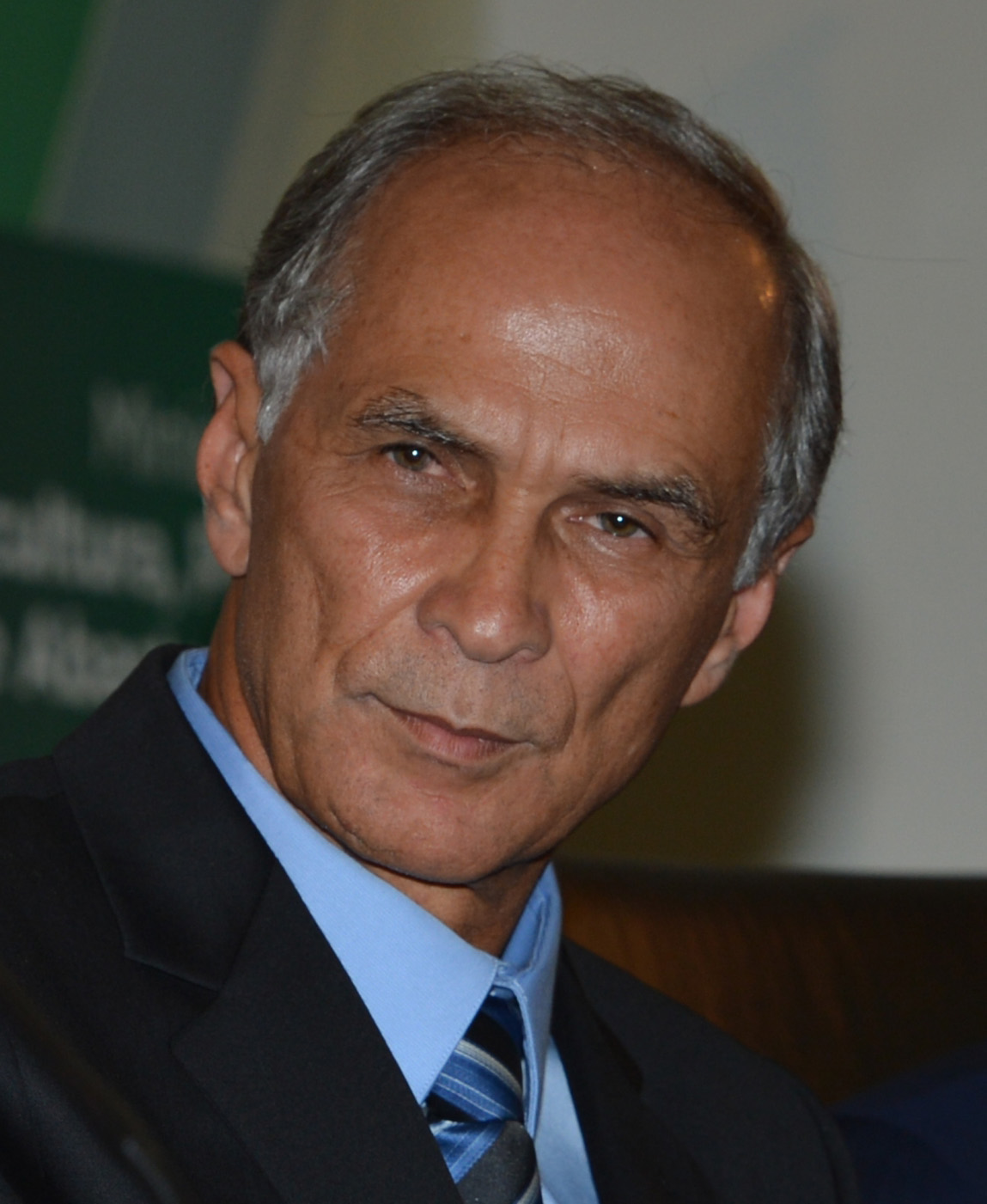
Antônio Andrade, político brasileiro.

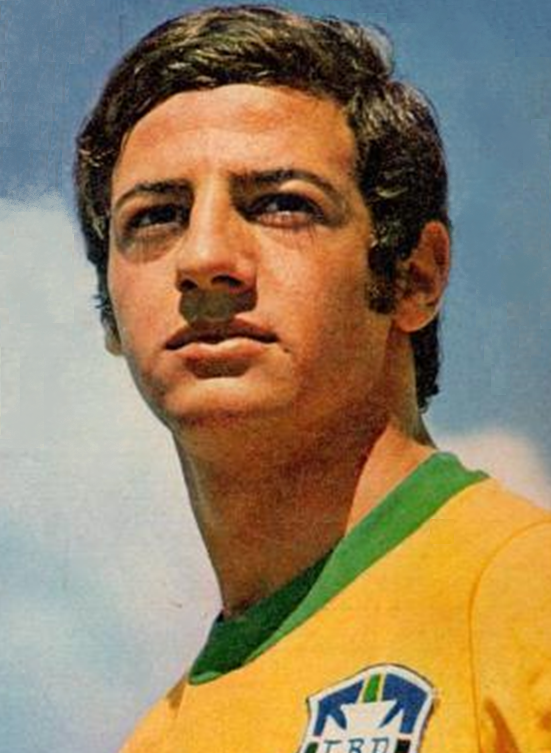
Luís Carlos Gálter, futebolista brasileiro.

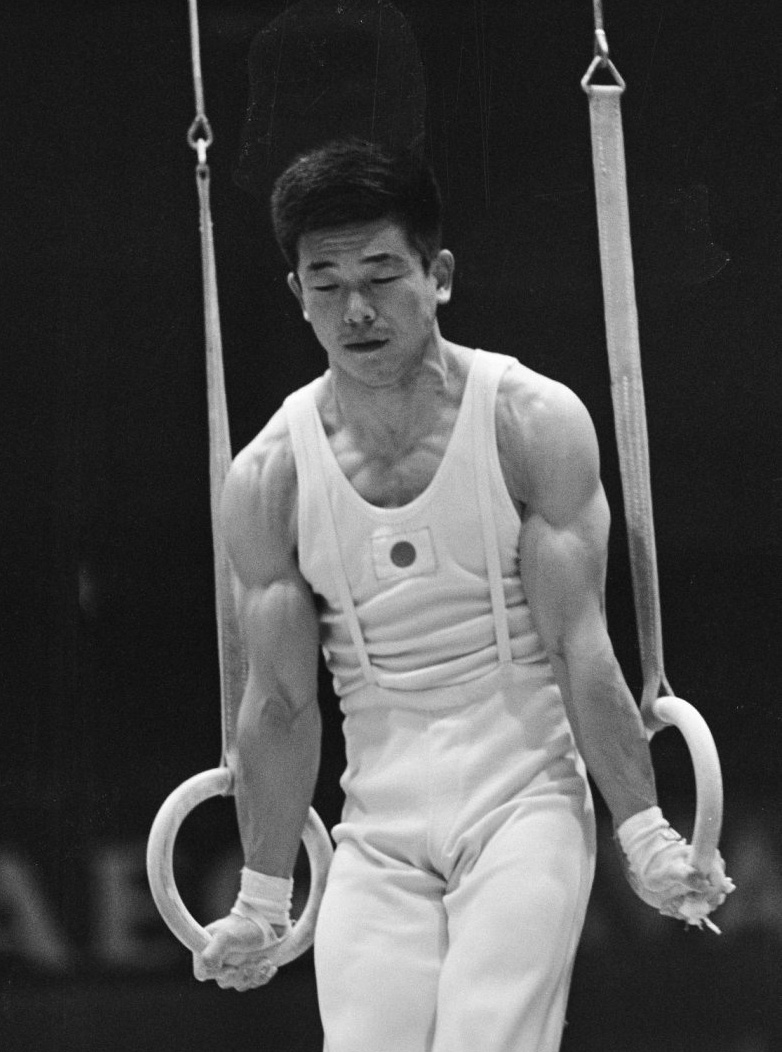
Akinori Nakayama, ginasta japonês.

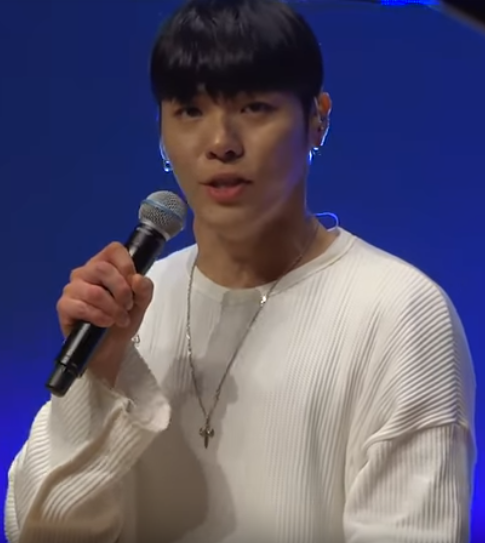
Wheesung, cantor sul-coreano.

Miguel Macedo, político português.

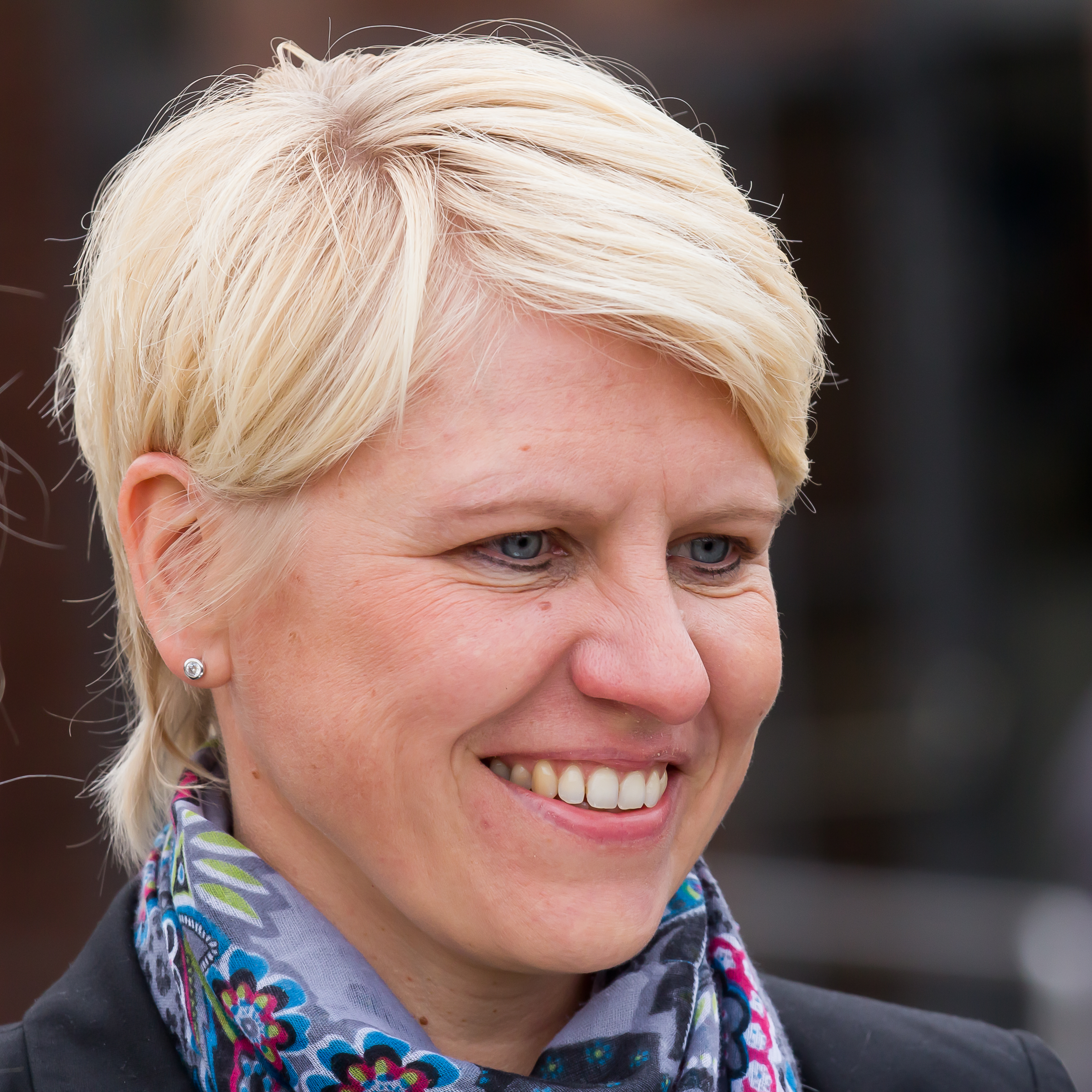
Doris Fitschen, futebolista alemã.

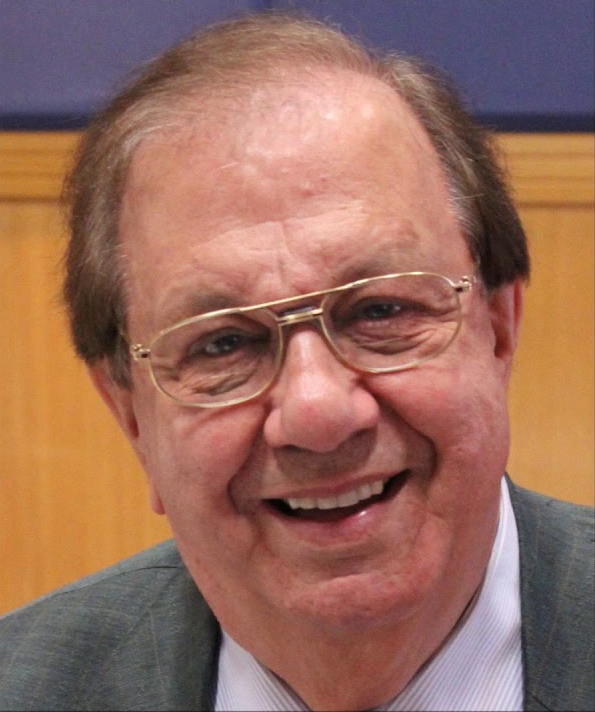
Salomão Ésper, jornalista brasileiro.

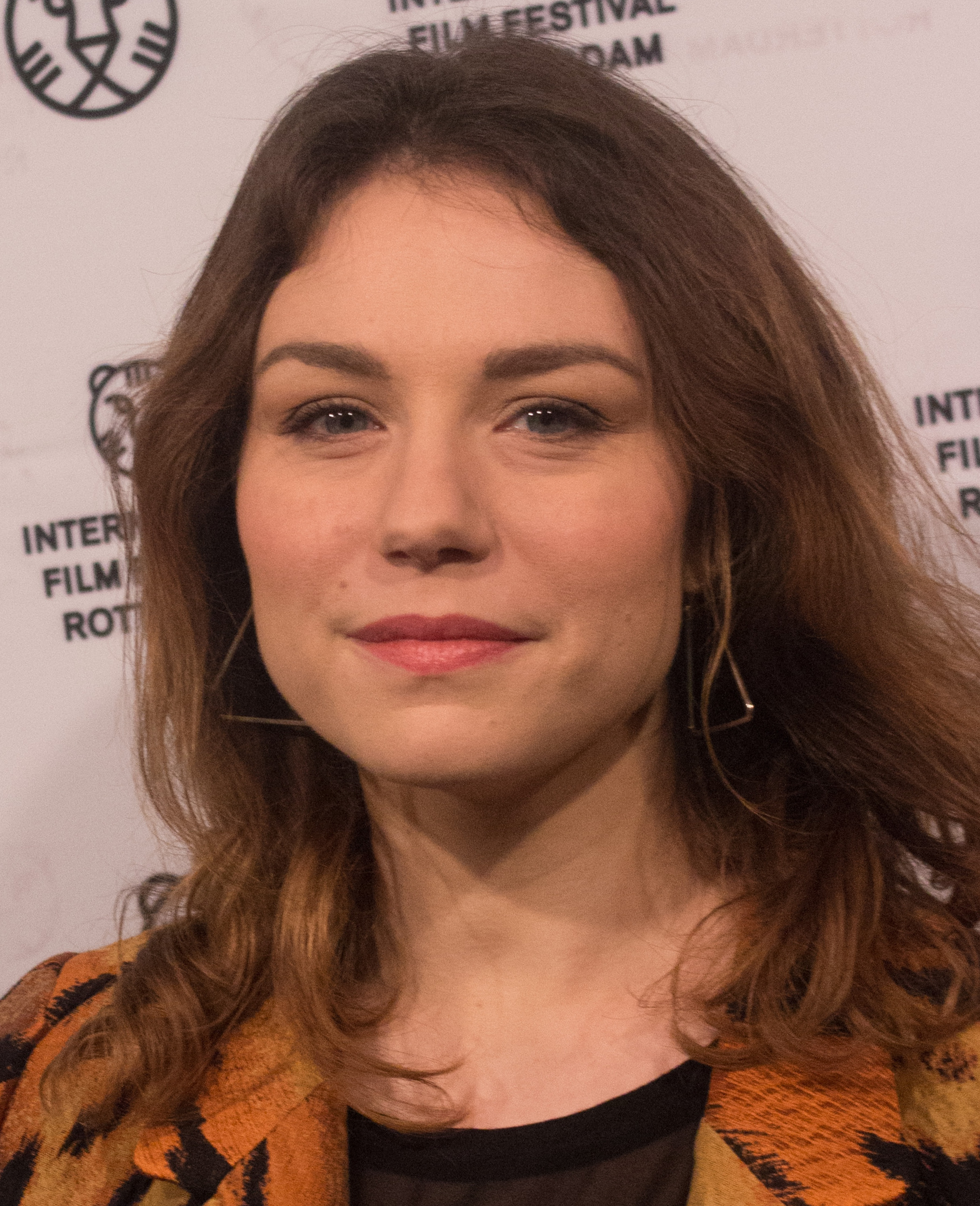
Émilie Dequenne, atriz belga.

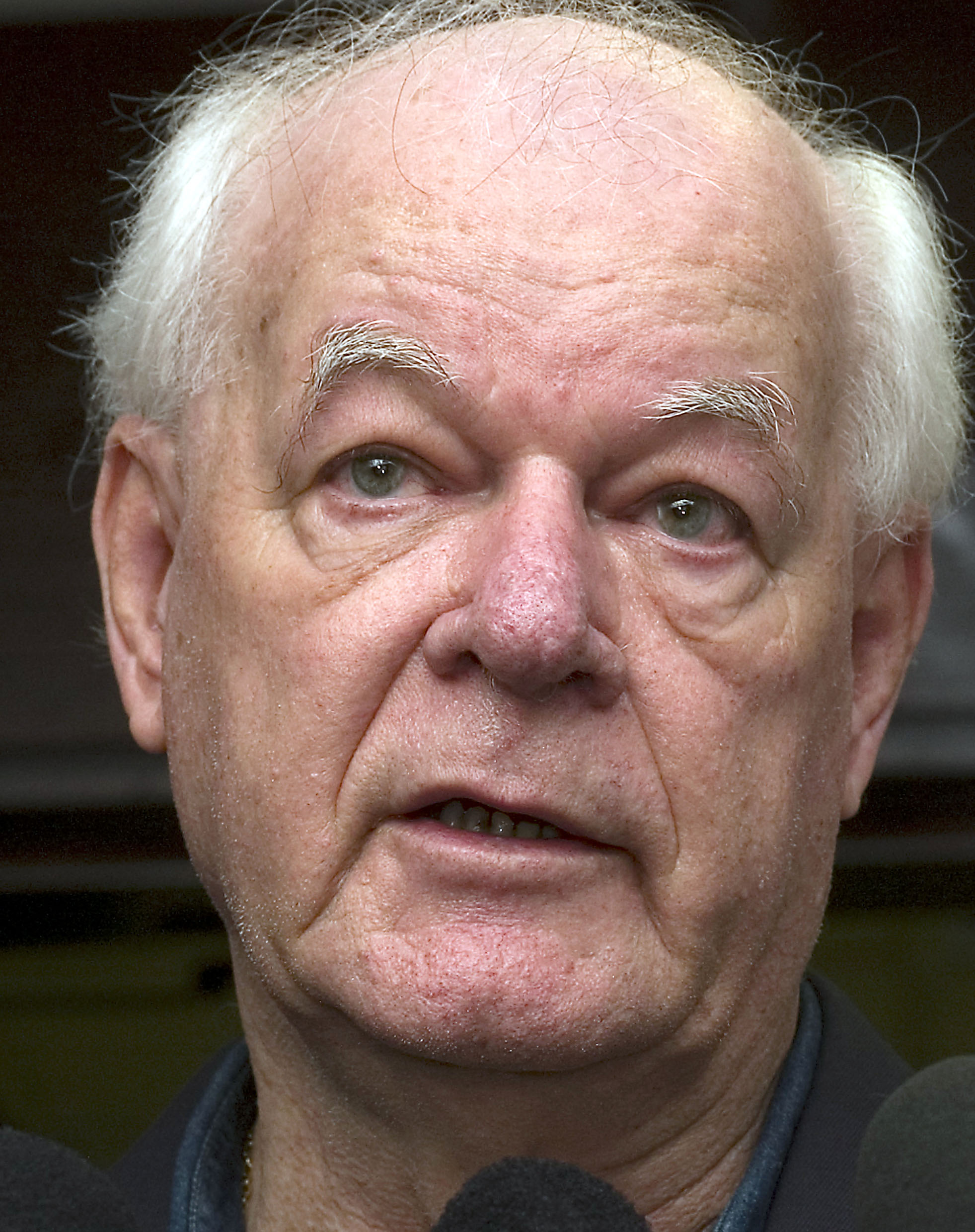
Wlamir Marques, basquetebolista brasileiro.

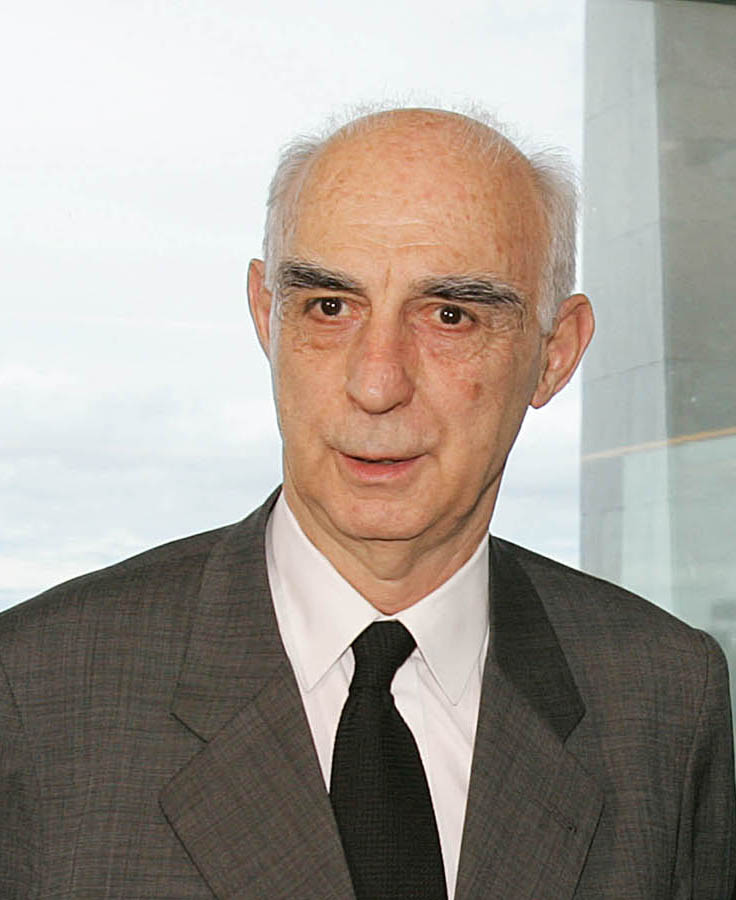
Cláudio Lembo, político brasileiro.

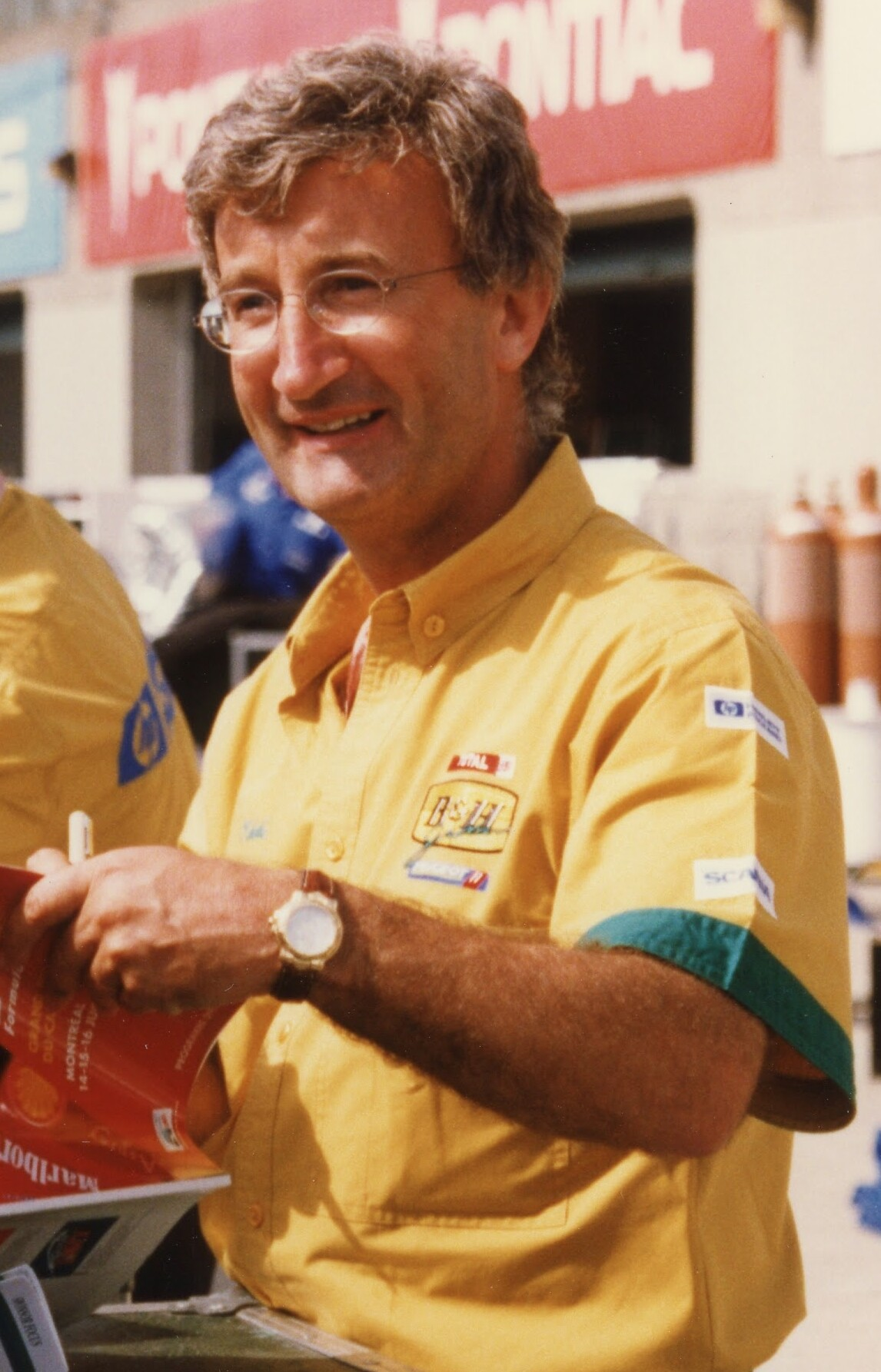
Eddie Jordan, automobilista irlandês.

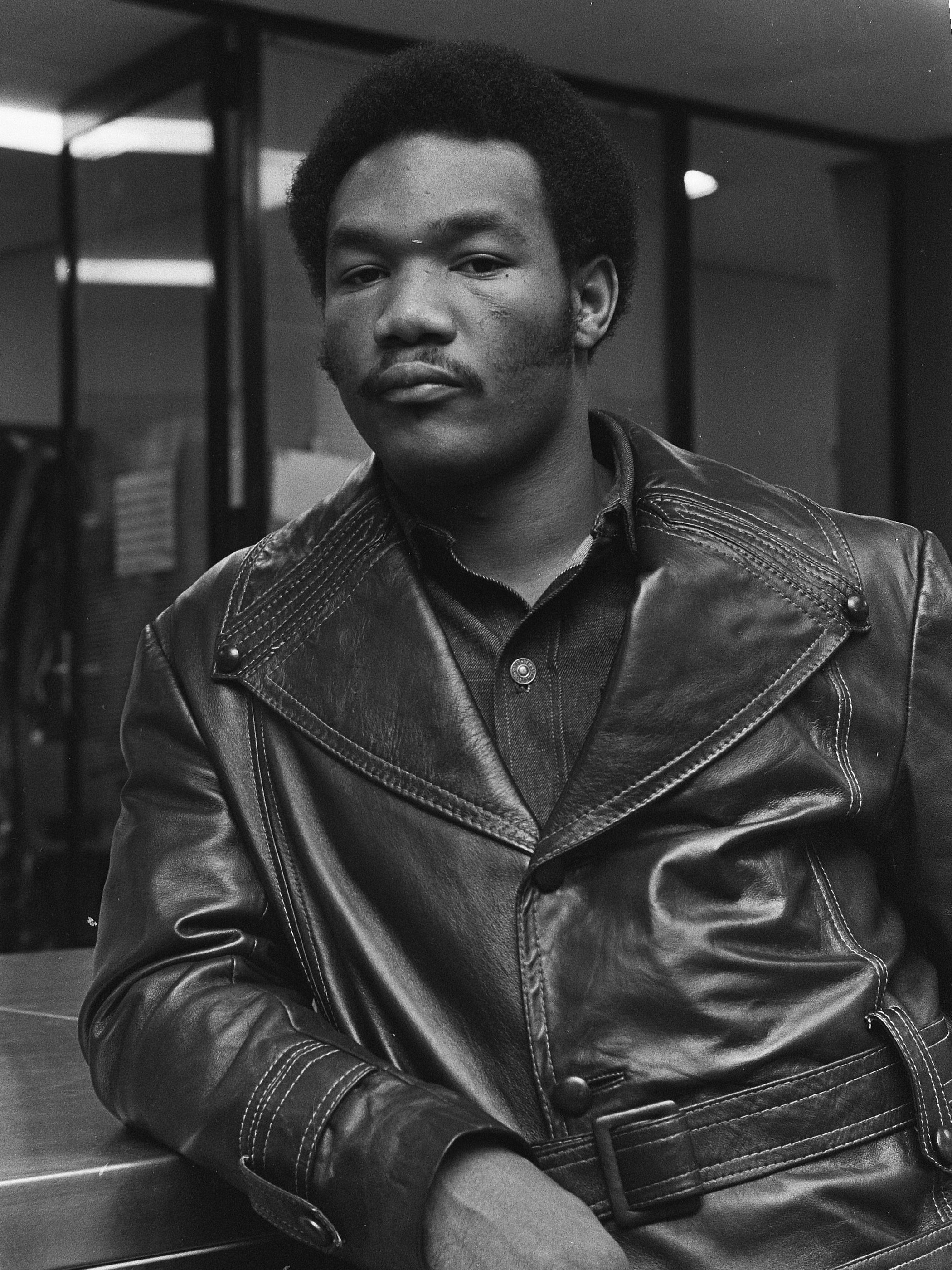
George Foreman, pugilista estadunidense.

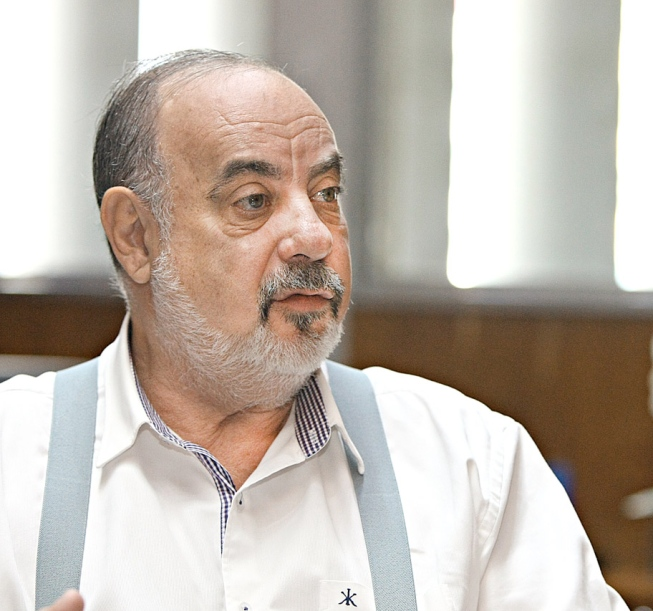
Fuad Noman, político brasileiro.

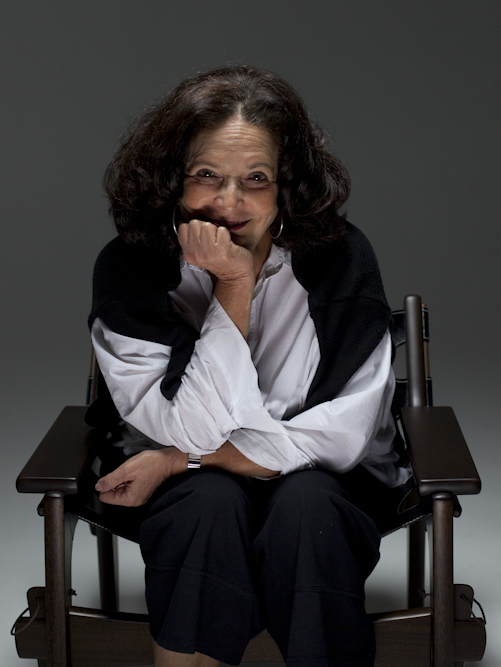
Heloisa Teixeira, escritora brasileira.

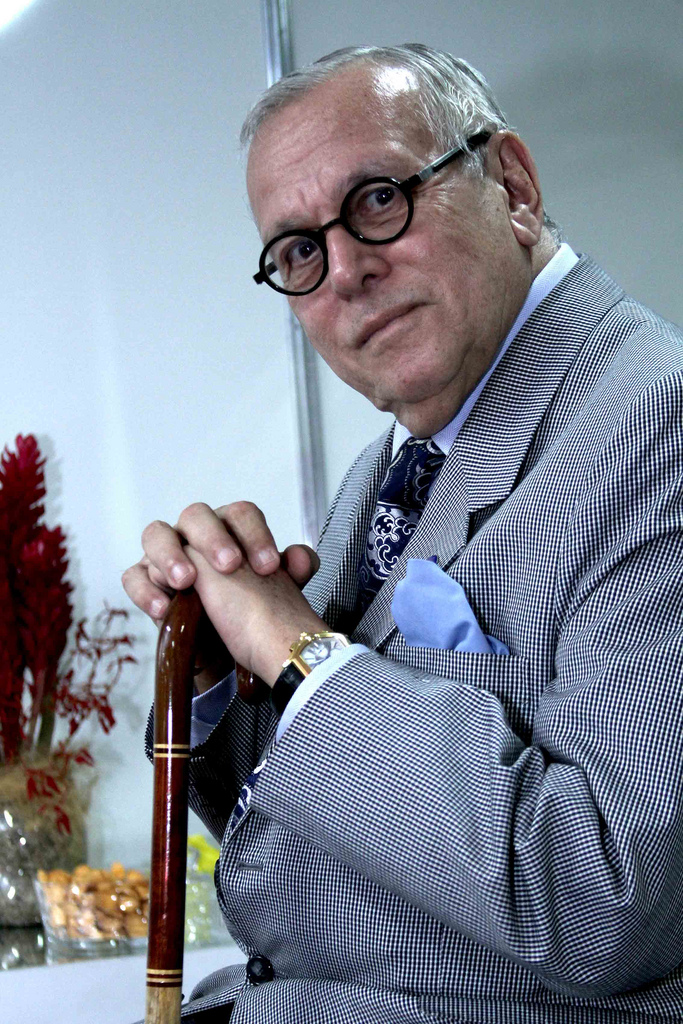
Marcos Vilaça, escritor e jornalista brasileiro.

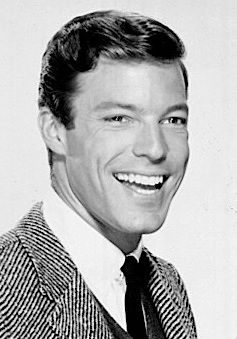
Richard Chamberlain, ator estadunidense.

| Dia | Nome                        | Profissão ou motivo de reconhecimento    | Nacionalidade            | Nasc. | Ref    |
| --- | --------------------------- | ---------------------------------------- | ------------------------ | ----- | ------ |
| 1   | Angie Stone                 | Cantora                                  | Estados Unidos           | 1961  | [ 1 ]  |
| 1   | Monta Mino                  | Apresentador                             | Japão                    | 1944  | [ 2 ]  |
| 1   | Tullio Lanese               | Árbitro de futebol, policial e dirigente | Itália                   | 1947  | [ 3 ]  |
| 1   | Nugzar Bagration-Gruzinski  | Príncipe                                 | Geórgia/ União Soviética | 1950  | [ 4 ]  |
| 1   | Joey Molland                | Guitarrista                              | Reino Unido              | 1947  | [ 5 ]  |
| 2   | Buvaisar Saitiev            | Lutador                                  | Rússia/ União Soviética  | 1975  | [ 6 ]  |
| 3   | Eleonora Giorgi             | Atriz                                    | Itália                   | 1953  | [ 7 ]  |
| 3   | Craig Richard Nelson        | Ator                                     | Estados Unidos           | 1947  | [ 8 ]  |
| 4   | Affonso Romano de Sant'Anna | Escritor e poeta                         | Brasil                   | 1937  | [ 9 ]  |
| 4   | Paulo Martorano             | Futebolista                              | Brasil                   | 1933  | [ 10 ] |
| 4   | Peter Engel                 | Produtor de televisão                    | Estados Unidos           | 1936  | [ 11 ] |
| 4   | Klaus Hee                   | Modelo e cantor                          | Brasil                   | 1974  | [ 12 ] |
| 4   | Roy Ayers                   | Compositor                               | Estados Unidos           | 1940  | [ 13 ] |
| 5   | Antônio Andrade             | Político                                 | Brasil                   | 1953  | [ 14 ] |
| 5   | Mikhail Vasilev             | Handebolista                             | Rússia/ União Soviética  | 1961  | [ 15 ] |
| 5   | Norberto Huezo              | Futebolista                              | El Salvador              | 1956  | [ 16 ] |
| 5   | Randy Brown                 | Cantor                                   | Estados Unidos           | 1952  | [ 17 ] |
| 5   | Fred Stolle                 | Tenista                                  | Austrália                | 1938  | [ 18 ] |
| 5   | Luiz Dantas                 | Político                                 | Brasil                   | 1949  | [ 19 ] |
| 5   | Charles Tart                | Psicólogo e parapsicólogo                | Estados Unidos           | 1935  | [ 20 ] |
| 6   | Henri Duez                  | Ciclista                                 | França                   | 1937  | [ 21 ] |
| 6   | Cid Flaquer Scartezzini     | Magistrado                               | Brasil                   | 1929  | [ 22 ] |
| 6   | Joe Nickell                 | Investigador paranormal                  | Estados Unidos           | 1944  | [ 23 ] |
| 6   | José António Saraiva        | Jornalista                               | Portugal                 | 1948  | [ 24 ] |
| 6   | Walter Bucher               | Ciclista                                 | Suíça                    | 1926  | [ 25 ] |
| 6   | Lee Grodzins                | Físico                                   | Estados Unidos           | 1926  | [ 26 ] |
| 7   | Isaac Roitman               | Pesquisador                              | Brasil                   | 1939  | [ 27 ] |
| 7   | D'wayne Wiggins             | Músico                                   | Estados Unidos           | 1961  | [ 28 ] |
| 7   | David Vunagi                | Prelado e político                       | Ilhas Salomão            | 1950  | [ 29 ] |
| 7   | Vinicius Cansanção          | Político                                 | Brasil                   | 1935  | [ 30 ] |
| 7   | Luís Carlos Galter          | Futebolista                              | Brasil                   | 1947  | [ 31 ] |
| 7   | Richard Fortey              | Paleontólogo                             | Reino Unido              | 1946  | [ 32 ] |
| 8   | Ayo-Maria Atoyebi           | Prelado                                  | Nigéria                  | 1944  | [ 33 ] |
| 8   | Sandra Harding              | Filósofa e professora                    | Estados Unidos           | 1935  | [ 34 ] |
| 8   | Mark Klein                  | Técnico da AT&T                          | Estados Unidos           | 1945  | [ 35 ] |
| 8   | L. J. Smith                 | Escritora                                | Estados Unidos           | 1965  | [ 36 ] |
| 9   | Yola Ramírez                | Tenista                                  | México                   | 1935  | [ 37 ] |
| 9   | Dick McTaggart              | Pugilista                                | Reino Unido              | 1935  | [ 38 ] |
| 9   | Akinori Nakayama            | Ginasta                                  | Japão                    | 1943  | [ 39 ] |
| 10  | Wheesung                    | Cantor                                   | Coreia do Sul            | 1982  | [ 40 ] |
| 10  | Francis Billy Hilly         | Político                                 | Ilhas Salomão            | 1948  | [ 41 ] |
| 11  | Norair Nurikian             | Levantador de peso                       | Bulgária                 | 1948  | [ 42 ] |
| 11  | Junior Bridgeman            | Basquetebolista                          | Estados Unidos           | 1953  | [ 43 ] |
| 11  | Bob Rivers                  | Cantor e DJ                              | Estados Unidos           | 1956  | [ 44 ] |
| 11  | Robert Trebor               | Ator                                     | Estados Unidos           | 1953  | [ 45 ] |
| 12  | Klaus Kobusch               | Ciclista                                 | Alemanha                 | 1941  | [ 46 ] |
| 13  | Miguel Macedo               | Político                                 | Portugal                 | 1959  | [ 47 ] |
| 13  | Sofia Gubaidulina           | Compositora                              | Rússia/ União Soviética  | 1931  | [ 48 ] |
| 14  | Dag Solstad                 | Escritor                                 | Noruega                  | 1941  | [ 49 ] |
| 15  | Doris Fitschen              | Futebolista                              | Alemanha                 | 1968  | [ 50 ] |
| 15  | Wings Hauser                | Ator, diretor e escritor                 | Estados Unidos           | 1947  | [ 51 ] |
| 16  | Salomão Ésper               | Jornalista                               | Brasil                   | 1929  | [ 52 ] |
| 16  | Émilie Dequenne             | Atriz                                    | Bélgica                  | 1981  | [ 53 ] |
| 16  | Bob Long                    | Jogador de futebol americano             | Estados Unidos           | 1941  | [ 54 ] |
| 16  | Alex Wheatle                | Romancista                               | Reino Unido              | 1963  | [ 55 ] |
| 16  | Rivka Oxman                 | Arquiteta                                | Israel                   | 1948  | [ 56 ] |
| 17  | Lee Shau Kee                | Empresário                               | China/ Hong Kong         | 1928  | [ 57 ] |
| 17  | Benito Barreto              | Escritor e jornalista                    | Brasil                   | 1929  | [ 58 ] |
| 17  | Marty Callner               | Diretor de televisão                     | Estados Unidos           | 1946  | [ 59 ] |
| 18  | Bedros Kirkorov             | Cantor e compositor                      | Bulgária/ Rússia         | 1932  | [ 60 ] |
| 18  | Wlamir Marques              | Basquetebolista                          | Brasil                   | 1937  | [ 61 ] |
| 18  | Paul Cremona                | Prelado                                  | Malta                    | 1946  | [ 62 ] |
| 18  | Jacob Korevaar              | Matemático                               | Países Baixos            | 1923  | [ 63 ] |
| 19  | Cláudio Lembo               | Político                                 | Brasil                   | 1934  | [ 64 ] |
| 19  | Andrija Delibašić           | Futebolista                              | Montenegro/ Iugoslávia   | 1981  | [ 65 ] |
| 19  | Athanase Matti Shaba Matoka | Prelado                                  | Iraque                   | 1930  | [ 66 ] |
| 20  | Eddie Jordan                | Automobilista e empresário               | Irlanda                  | 1948  | [ 67 ] |
| 20  | Francis Matthey             | Político                                 | Suíça                    | 1942  | [ 68 ] |
| 21  | Shmuel Agmon                | Matemático                               | Israel                   | 1922  | [ 69 ] |
| 21  | George Foreman              | Pugilista                                | Estados Unidos           | 1949  | [ 70 ] |
| 21  | Filiz Akın                  | Atriz                                    | Turquia                  | 1943  | [ 71 ] |
| 22  | Djamel Menad                | Futebolista                              | Argélia                  | 1960  | [ 72 ] |
| 22  | João Paganella              | Político                                 | Brasil                   | 1932  | [ 73 ] |
| 22  | Xavier Le Pichon            | Geofísico                                | França                   | 1937  | [ 74 ] |
| 23  | Mia Love                    | Política                                 | Estados Unidos           | 1975  | [ 75 ] |
| 23  | Sam Keen                    | Filósofo                                 | Estados Unidos           | 1931  | [ 76 ] |
| 24  | Francisco Guedes            | Escritor                                 | Portugal                 | 1949  | [ 77 ] |
| 25  | Juan Aguilera               | Tenista                                  | Espanha                  | 1962  | [ 78 ] |
| 26  | Fuad Noman                  | Político                                 | Brasil                   | 1947  | [ 79 ] |
| 26  | José Brandão                | Designer                                 | Portugal                 | 1944  | [ 80 ] |
| 26  | David Childs                | Arquiteto                                | Estados Unidos           | 1941  | [ 81 ] |
| 27  | Antônio Genaro Oliveira     | Político                                 | Brasil                   | 1943  | [ 82 ] |
| 27  | Leal Júnior                 | Político                                 | Brasil                   | 1949  | [ 83 ] |
| 28  | Heloísa Teixeira            | Escritora                                | Brasil                   | 1939  | [ 84 ] |
| 28  | Alfredo Mostarda            | Futebolista                              | Brasil                   | 1946  | [ 85 ] |
| 29  | Marcos Vilaça               | Escritor e jornalista                    | Brasil                   | 1939  | [ 86 ] |
| 29  | Paulo Araújo                | Ator e Diretor                           | Brasil                   | 1932  | [ 87 ] |
| 29  | Richard Chamberlain         | Ator                                     | Estados Unidos           | 1934  | [ 88 ] |
| 29  | Nelson Rebello              | Biólogo, ciclista e artista performático | Brasil                   | 1960  | [ 89 ] |
| 30  | Ágota Bujdosó               | Handebolista                             | Hungria                  | 1941  | [ 90 ] |
| 30  | Lee Montague                | Ator                                     | Reino Unido              | 1927  | [ 91 ] |
| 31  | Yves Boisset                | Cineasta                                 | França                   | 1939  | [ 92 ] |
| 31  | Betty Webb                  | Decifradora de códigos                   | Reino Unido              | 1923  | [ 93 ] |